# إيشا تالوار
إيشا تالوار هي عارضة وممثلة هندية، ولدت في 22 ديسمبر 1987 بمومباي في الهند.

## وصلات خارجية
- إيشا تالوار على موقع IMDb (الإنجليزية)
- إيشا تالوار على موقع قاعدة بيانات الفيلم (الإنجليزية)